# 墨西哥比索
墨西哥比索（西班牙語：Peso mexicano）為墨西哥合眾國流通貨幣。貨幣編號MXN。比索最早于1863年引入，取代旧西班牙殖民货币。现今代码MXN中的N指新的意思。在1993年货币改革之前，使用MXP代码。现今輔幣單位為分，1比索=100分。目前發行有5、10、20、50分及1、2、5、10、20、50、100比索硬幣；20、50、100、200、500、1000比索紙鈔。

## 流通中的貨幣

### 硬幣
- 5 分
- 10 分
- 20 分
- 50 分
- 1 比索
- 2 比索
- 5 比索
- 10 比索
- 20 比索

### 紙幣
- 20 比索
- 50 比索
- 100 比索
- 200 比索
- 500 比索
- 1000 比索

## 歷史
1993年货币改革，1新墨西哥比索等于1000旧货币。

## 兌換率
对美元的汇率

## 引用和注释
1. . 中华人民共和国国家质量监督检验检疫总局/中国国家标准化管理委员会. 2008-07-01.
2. ↑  . www.countries-ofthe-world.com.   [2023-09-11].
3. ↑   (PDF). Triennial Central Bank Survey. 瑞士巴塞尔: 国际清算银行: 第12页. 2022-10-27 （英语）.
4. ↑  总数为200%，因为每种货币的交易总是牵涉到一个货币对。